# Södra Åsums församling
Södra Åsums församling var en församling i Lunds stift och i Sjöbo kommun. Församlingen uppgick 2002 i Sjöbo församling.

## Administrativ historik
Församlingen har medeltida ursprung. Före den 1 januari 1886 (ändring enligt beslut den 17 april 1885) var namnet Åsums församling.
Församlingen var till 1 maj 1929 annexförsamling i pastoratet Brandstad och (Södra) Åsum. Från 1 maj 1929 till 2002 moderförsamling i pastoratet Södra Åsum och Ilstorp som från 1962 även omfattade Björka församling. Församlingen uppgick 2002 i Sjöbo församling.

## Kyrkor
- Södra Åsums kyrka